# Маккорт, Пэдди
Па́трик Джеймс (Пэдди) Макко́рт (англ. Patrick James "Paddy" McCourt; род. 16 декабря 1983[…], Дерри) — североирландский футболист. Полузащитник, в прошлом игрок национальной сборной Северной Ирландии.

## Ранние годы
Пэдди Маккорт родился 16 декабря 1983 года в североирландском городе Дерри. Там же окончил начальную школу «Стилстаун».

## Клубная карьера

### «Рочдейл»
В пятнадцатилетнем возрасте Пэдди начал свою карьеру футболиста, став игроком клуба «Фойл Харпс». В 2000 году Маккорт перебрался в Англию, где подписал юношеский контракт с «Рочдейлом».
Талант Пэдди быстро стал очевиден, и в декабре 2001 года североирландец подписал с «Дейл» свой первый профессиональный контракт сроком на три с половиной года. Произошло это спустя несколько дней, как он дебютировал за первую команду клуба в матче с «Кидеррминстер Харриерз». Всего в сезоне 2001/02 Маккорт сыграл 23 игры, забив 4 гола. В этом же футбольном году Пэдди дебютировал в молодёжной и первой сборной Северной Ирландии. Этот сезон стал лучшим в ранней карьере Маккорта. Своей хорошей игрой североирландец привлёк интерес со стороны нескольких клубов английской Премьер-лиги, среди которых были «Блэкберн Роверс» и «Манчестер Сити». «Горожане» сделали «Рочдейлу» предметное предложение по трансферу Маккорта в сумме 1,5 миллиона фунтов стерлингов, которое тем не менее не устроило «Дейл».
В сезонах 2003/04 и 2004/05 Пэдди был на просмотре в командах чемпионата футбольной лиги: «Норвич Сити» и «Кру Александра», которые однако заканчивались безрезультатно.
Затем последовала череда травм и, как следствие, спад формы Пэдди. В феврале 2005 года руководство «Рочдейл» разорвало с игроком контракт.

### «Шемрок Роверс»
После того, как главный тренер «Дейл», Стив Паркин, объявил о расторжении контракта с Маккортом, футболист отправился на очередной просмотр — на этот раз в клуб шотландской Премьер-лиги «Мотеруэлл». Спустя 2 недели Маккорту было вновь отказано в оформлении долгосрочного сотрудничества.
Практически сразу после этого Пэдди подписал контракт с ирландским клубом «Шемрок Роверс».
В первых 6 играх за «Роверс» Маккорт забил 3 мяча, а к маю 2005 года он возглавил список бомбардиров чемпионата Ирландии. К этому времени «Шемрок» столкнулся с серьёзными финансовыми проблемами, следствием которого стало выставление всех игроков клуба на трансфер. Этой участи Пэдди избежал, так как руководство «Роверс» признавало его несомненную ценность для команды. Тем не менее после того, как Маккорт забил семь мячей в 17 матчах, после чего заинтересованность в услугах футболистах высказали «Бристоль Сити» и «Куинз Парк Рейнджерс», «Шемрок» разрешил клубам вести переговоры по приобретению игрока. Вскоре было объявлено, что Пэдди подписал контракт с клубом из своего родного города — «Дерри Сити». Сумма трансфера составила около 60 тысяч фунтов стерлингов. До окончания чемпионата никто из игроков «Шемрока» не смог забить больше голов в этом сезоне, чем Маккорт, и Пэдди стал лучшим бомбардиром команды. По итогам футбольного года североирландец был удостоен звания «Лучшего молодого игрока по версии футболистов Ирландской профессиональной футбольной ассоциации».

### «Дерри Сити»
С «Дерри» Маккорт дважды завоевал серебряные медали чемпионата Ирландии в 2005 и 2006 году. Также в 2006 году Пэдди помог «Сити» достичь первого раунда Кубка УЕФА 2006/07, куда клуб пробился, обыграв «Гётеборг» и «Гретну». В том же году полузащитник в составе «Дерри» стал обладателем Кубка Ирландии и Кубка ирландской лиги.
В следующем, 2007 году, Маккорт забил за «Сити» 6 голов в 30 матчах, вновь завоевав Кубок лиги. По окончании сезона английский клуб «Вест Бромвич Альбион» начал вести переговоры с «Дерри» по приобретению Пэдди. В июне 2008 года пресс-служба «Сити» распространила информацию о том, что соглашение достигнуто, и Маккорт вскоре присоединится к «дроздам».

### «Селтик»
Через некоторое время руководство «Дерри» объявило, что Пэдди переезжает не в Англию, а в Шотландию, где станет игроком «Селтика», который является любимым клубом североирландца с детства. Это и стало причиной отказа Маккорта от перехода в «Альбион». 19 июня Пэдди заключил с «кельтами» контракт сроком на 3 года.
25 октября 2008 года в матче «Селтика» с «Хибернианом» Маккорт дебютировал в бело-зелёной футболке глазговского клуба. В этом же футбольном году Пэдди своей отличной игрой помог резервной команде «кельтов» в восьмой раз подряд стать победителем чемпионата дублёров. Особенно хорошо Маккорту удалась игра 28 апреля 2009 года против резервистов «Рейнджерс».
В межсезонье Пэдди блеснул своей игрой на Кубке Уэмбли, который «Селтик» выиграл. Также он принял участие в товарищеской встрече «бело-зелёных» с «Манчестер Сити», состоявшейся 8 августа 2009 года на стадионе «Сити оф Манчестер».
23 сентября 2009 года Маккорт открыл счёт своим голам за «Селтик» — случилось это в матче Кубка лиги, в которой команда Пэдди встречалась с «Фалкирком». Спустя три дня, поразив ворота «Сент-Миррена», североирландец забил свой первый мяч в Шотландской премьер-лиге. Гол получился очень красивым — Маккорт обыграл шестерых игроков «святых», и затем, переиграв вратаря, отправил футбольный снаряд в пустые ворота. 24 января 2010 года Патрик забил свой второй мяч в чемпионате Шотландии — продемонстрировав отличный дриблинг, он поразил правый верхний угол ворот «Сент-Джонстона».
В первой игре сезона 2010/11, коей был поединок «Селтика» с «Инвернесс Каледониан Тисл», Маккорт после сольного прохода, в ходе которого он обыграл трёх футболистов соперника, забил единственный мяч во встрече, принёсший победу «кельтам». 27 ноября в матче против того же «Инвернесса» Пэдди отличился голом, который стал шестисотым мячом «бело-зелёных», забитым ими на домашней арене глазговцев в шотландской Премьер-лиге.

### Клубная статистика
| Клуб                     | Сезон                    | Чемпионат | Чемпионат | Кубки | Кубки | Еврокубки | Еврокубки | Итого | Итого |
| Клуб                     | Сезон                    | Игры      | Голы      | Игры  | Голы  | Игры      | Голы      | Игры  | Голы  |
| ------------------------ | ------------------------ | --------- | --------- | ----- | ----- | --------- | --------- | ----- | ----- |
| Рочдейл                  | 2001/02                  | 23        | 4         | 3     | 0     | —         | —         | 26    | 4     |
| Рочдейл                  | 2002/03                  | 26        | 2         | 3     | 0     | —         | —         | 29    | 2     |
| Рочдейл                  | 2003/04                  | 24        | 2         | 4     | 0     | —         | —         | 28    | 2     |
| Рочдейл                  | 2004/05                  | 6         | 0         | 2     | 0     | —         | —         | 8     | 0     |
| Всего за «Рочдейл»       | Всего за «Рочдейл»       | 79        | 8         | 12    | 0     | 0         | 0         | 91    | 8     |
| Шемрок Роверс            | 2005                     | 17        | 7         | —     | —     | —         | —         | 17    | 7     |
| Всего за «Шамрок Роверс» | Всего за «Шамрок Роверс» | 17        | 7         | 0     | 0     | 0         | 0         | 17    | 7     |
| Дерри Сити               | 2005                     | 15        | 1         | 4     | 0     | —         | —         | 19    | 1     |
| Дерри Сити               | 2006                     | 21        | 2         | 6     | 1     | 3         | 0         | 30    | 3     |
| Дерри Сити               | 2007                     | 17        | 2         | 11    | 4     | 2         | 0         | 30    | 6     |
| Дерри Сити               | 2008                     | 8         | 0         | 1     | 0     | —         | —         | 9     | 0     |
| Всего за «Дерри Сити»    | Всего за «Дерри Сити»    | 61        | 5         | 22    | 5     | 5         | 0         | 88    | 10    |
| Селтик                   | 2008/09                  | 4         | 0         | 1     | 0     | —         | —         | 5     | 0     |
| Селтик                   | 2009/10                  | 9         | 2         | 3     | 1     | 3         | 0         | 15    | 3     |
| Селтик                   | 2010/11                  | 25        | 7         | 5     | 0     | 2         | 0         | 32    | 7     |
| Селтик                   | 2011/12                  | 13        | 0         | 3     | 0     | 2         | 0         | 18    | 0     |
| Селтик                   | 2012/13                  | 10        | 0         | 2     | 0     | 2         | 0         | 14    | 0     |
| Всего за «Селтик»        | Всего за «Селтик»        | 61        | 9         | 14    | 1     | 9         | 0         | 86    | 10    |
| Всего за карьеру         | Всего за карьеру         | 218       | 29        | 48    | 6     | 14        | 0         | 280   | 35    |

(откорректировано по состоянию на 9 февраля 2013)

## Сборная Северной Ирландии
Маккорт сыграл девять матчей за молодёжную сборную Северной Ирландии.
В июне 2002 года Сэмми Макилрой, бывший тогда главным тренером «зелёно-белой армии», впервые вызвал Пэдди в состав первой сборной на отборочный матч к чемпионату Европы по футболы 2004 года против Испании. В этой игре Маккорт и дебютировал за национальную североирландскую команду.
8 июля 2008 года наставник североирландцев, Найджел Уортингтон, высказал надежду, что переход Маккорта в «Селтик» поможет ему вернуться в главную команды своей страны.
10 августа 2011 года форвард забил первые мячи за «зелёно-белую армию», оформив «дубль» в поединке квалификационного турнира европейскому первенству 2012 с командой Фарерских островов.
На сегодняшний день за сборную Северной Ирландии Пэдди сыграл двенадцать игр, в которых дважды поражал ворота соперников.

## Личная жизнь
Старший брат Пэдди, Гарри Маккорт, также был футболистом и выигрывал с «Дерри Сити» Кубок Ирландии. Является лучшим бомбардиром ирландского чемпионата сезона 1991/92. В настоящее время Гарри является членом Совета директоров «Дерри Сити».
В свою бытность игроком «Дерри» Пэдди запомнился болельщикам «Сити» исключительной техникой и контролем мяча, за что и получил от них прозвище «Пеле из Дерри».

## Достижения

### Командные достижения
«Дерри Сити»
- Обладатель Кубка Ирландии: 2006
- Обладатель Кубка ирландской лиги: 2006, 2007

 «Селтик»
- Чемпион Шотландии (2): 2011/12, 2012/13
- Обладатель Кубка Шотландии (2): 2010/11, 2012/13
- Финалист Кубка шотландской лиги (2): 2010/11, 2011/12

### Личные достижения
- Молодой игрок года по версии футболистов ИПФА: 2005